# Şeref Osmanoğlu
Şeref Osmanoğlu (născut Șerif El-Șerif, în ucraineană Шериф Ель-Шериф, n. 2 ianuarie 1989, Simferopol, RSS Ucraineană, URSS) este un fost atlet turc cu origini ucrainene care a participat la probele de triplusalt și săritură în lungime.

## Carieră
S-a născut în Ucraina dintr-un tată sudanez și o mamă ucraineană. A obținut medalia de aur la proba de triplusalt a Campionatului European de Tineret din 2011 și medalia de argint la Campionatul European din 2012.
În 2013 a obținut cetățenia turcă. La Campionatul European din 2016 a ocupat locul șase. De două ori a participat la Jocurile Olimpice, în anii 2012 și 2016, dar nur a reușit să se califice în finală.

## Realizări
| An                   | Competiție                               | Locație                  | Loc                  | Note                 |                      |
| Reprezentând Ucraina | Reprezentând Ucraina                     | Reprezentând Ucraina     | Reprezentând Ucraina | Reprezentând Ucraina | Reprezentând Ucraina |
| -------------------- | ---------------------------------------- | ------------------------ | -------------------- | -------------------- | -------------------- |
| 2005                 | Campionatul Mondial de Juniori (sub 18)  | Marrakech, Maroc         | 5                    | 16,18 m              |                      |
| 2006                 | Campionatul Mondial de Juniori (sub 20)  | Beijing, China           | 5                    | 16,09 m              |                      |
| 2007                 | Campionatul European de Juniori (sub 20) | Hengelo, Olanda          | 6                    | 15,93 m              |                      |
| 2008                 | Campionatul Mondial de Juniori (sub 20)  | Bydgoszcz, Polonia       | 9                    | 15,43 m              |                      |
| 2011                 | Campionatul European de Tineret (sub 23) | Ostrava, Cehia           | 1                    | 17,72 m              |                      |
| 2011                 | Campionatul Mondial                      | Daegu, Coreea de Sud     | 12                   | 16,38 m              |                      |
| 2012                 | Campionatul Mondial în sală              | Istanbul, Turcia         | 12                   | 16,25 m              |                      |
| 2012                 | Campionatul European                     | Helsinki, Finlanda       | 2                    | 17,28 m              |                      |
| 2012                 | Jocurile Olimpice                        | Londra, Marea Britanie   | 13                   | 16,60 m              |                      |
| Reprezentând Turcia  |                                          |                          |                      |                      |                      |
| 2016                 | Campionatul European                     | Amsterdam, Olanda        | 6                    | 16,55 m              |                      |
| 2016                 | Jocurile Olimpice                        | Rio de Janeiro, Brazilia | –                    | FR                   |                      |

## Recorduri personale
| Probă                       | Performanță | Dată              | Locație |
| --------------------------- | ----------- | ----------------- | ------- |
| Săritură în lungime         | 8,05 m      | 28 mai 2012       | Ialta   |
| Triplusalt                  | 17,72 m     | 17 iulie 2011     | Ostrava |
| Săritură în lungime în sală | 7,82 m      | 21 ianuarie 2008  | Kiev    |
| Triplusalt în sală          | 16,81 m     | 18 februarie 2012 | Sumî    |

## Legături externe
Materiale media legate de Şeref Osmanoğlu la Wikimedia Commons
- en Şeref Osmanoğlu la World Athletics
- en Şeref Osmanoğlu la Olympedia.org